# Jakob Franz Alexander Kern

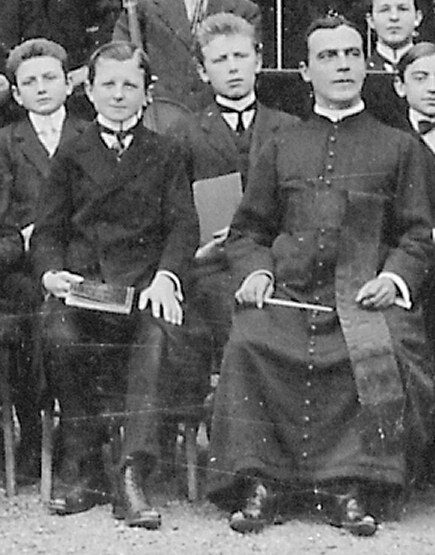
Franz Alexander Kern (links) als Sopransolist neben Musikpräfekt Franz Lehner. Oberhollabrunn 1912.

Jakob Kern als Soldat zwischen 1917 und 1918

Jakob Kern als Student zwischen 1917 und 1919

Jakob Kern als Prämonstratenser zwischen 1920 und 1924

Jakob Kern (* als Franz Alexander Kern 11. April 1897 in Breitensee bei Wien; † 20. Oktober 1924 in Wien) war Prämonstratenser-Chorherr und wurde 1998 seliggesprochen.

## Leben
Jakob Kern wurde am 11. April 1897 in der Breitenseer Straße im heutigen 14. Wiener Gemeindebezirk Penzing geboren und am 19. April 1897 in der Penzinger Pfarrkirche getauft.
Nach dem Besuch der Volksschule trat er 1908 in das Knabenseminar der Erzdiözese Wien in Oberhollabrunn ein. Ein Klassenkamerad war Rudolf Henz. 1911 wurde er Tertiär der Franziskaner und legte bereits mit 16 Jahren (am 21. April 1912) das Gelübde der Keuschheit ab.
Am 7. Oktober 1915 bestand er die Kriegsmatura am k. k. Staatsgymnasium Oberhollabrunn und rückte am 15. Oktober 1915 als Einjährig-Freiwilliger zum Ersten Weltkrieg ein. Noch während seiner Offiziersausbildung in Vöcklabruck bei der III. Ersatzkompanie des k. u. k. Infanterieregiments „Erzherzog Rainer“ Nr. 59 wurde er am 4. Jänner 1916 zum k. u. k. 4. Regiment Tiroler Jäger-Regiment „Kaiserjäger“ versetzt und am 15. Mai an die Südwestfront beordert. Am 11. September 1916 wurde er im Bereich des Pasubio, südlich von Rovereto, durch einen Lungen- und Leberdurchschuss schwer verwundet und schwebte monatelang in Lebensgefahr. Er wurde zum Fähnrich befördert und mit der Silbernen Tapferkeitsmedaille II. Klasse ausgezeichnet.
Da er felduntauglich war, konnte er am 1. Oktober 1917 in das Wiener Priesterseminar eintreten und das Theologiestudium beginnen. Im Zuge seines Studiums wurde er Mitglied der K.Ö.H.V. Amelungia Wien, damals im CV, heute im ÖCV. Gegen Kriegsende, am 5. Februar 1918, wurde er nochmals einberufen, hatte allerdings nur Kanzleidienst zu versehen. Am 20. November 1918 wurde er im Zuge der Demobilisierung des österreichischen Heeres aus dem Dienst entlassen.
Der Austritt des Prämonstratensers Isidor Bogdan Zahradník aus dem Kloster Strahov in Prag am 23. Dezember 1919, der sich der Tschechischen Nationalkirche anschloss, bewog Franz Alexander Kern, als Stellvertreter in das Prämonstratenser-Chorherrenstift Geras einzutreten, wo er am 18. Oktober 1920 eingekleidet wurde und den Ordensnamen Jakob erhielt. Namenspatron war der heilige Jakob Lacoupe OPraem, einer der Märtyrer von Gorkum.
Am 23. Juli 1922 wurde er im Wiener Stephansdom zum Priester geweiht und feierte am 1. August 1922 seine Primiz in Vöcklabruck. Wegen seiner Verwundung hatte er immer wieder Hustenanfälle und spuckte Blut. Trotzdem begann er in Geras und den Stiftspfarren mit der Seelsorge.
Am 10. August 1923 wurden ihm im Krankenhaus Oberhollabrunn vier Rippen entfernt. Wegen seines schlechten Gesundheitszustandes musste die Operation ohne Narkose durchgeführt werden. 1924 wurden ihm wieder bei vollem Bewusstsein weitere vier Rippen entfernt, bei einer dritten Operation am 20. Oktober 1924 starb er im Allgemeinen Krankenhaus Wien. An diesem Tag hätte er seine ewige Profess ablegen sollen. Sein Leiden und seine Schmerzen fasste er als Sühne auf. Am 25. Oktober 1924 wurde er am Ortsfriedhof von Geras beigesetzt.

## Verehrung und Seligsprechung
Durch die vorbildliche Art, mit der er sein schweres Leiden bewältigte, galt Jakob Kern vielen, die ihn erlebt haben, als Vorbild und Helfer in schwerer Krankheit. Nachdem es zu einigen Gebetserhörungen in der umliegenden Bevölkerung gekommen war, entschloss sich das Stift Geras 1956, einen Seligsprechungsprozess einzuleiten. In dem mit der Seligsprechung verbundenen Wunderprozess wurde es als erwiesen angesehen, dass ein vierjähriger Bub, der 1971 an einem unheilbaren Hirntumor erkrankte, auf Grund der Fürsprache Jakob Kerns völlig genesen sei.
Am 12. April 1998 wurde neben der Stiftskirche in Geras die Jakob-Kern-Kapelle eingeweiht, in die die sterblichen Überreste Jakob Kerns zur vorerst letzten Ruhestätte überführt wurden.
Jakob Kern wurde am 21. Juni 1998 während des Papstbesuchs in Wien durch  Johannes Paul II. auf dem Heldenplatz zeitgleich mit  Anton Maria Schwartz und  Schwester Maria Restituta seliggesprochen.

## Liturgischer Gedenktag
Der Gedenktag Jakob Kerns in der katholischen Kirche ist der 20. Oktober.

Gedenktafel beim ehemaligen Grab in der Stiftskirche Geras
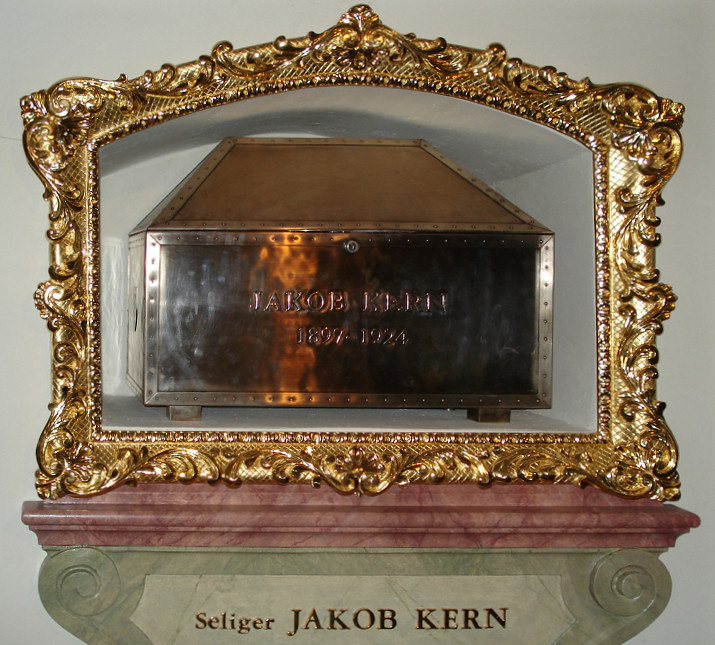
Reliquienschrein in der Jakob-Kern-Kapelle im Stift Geras
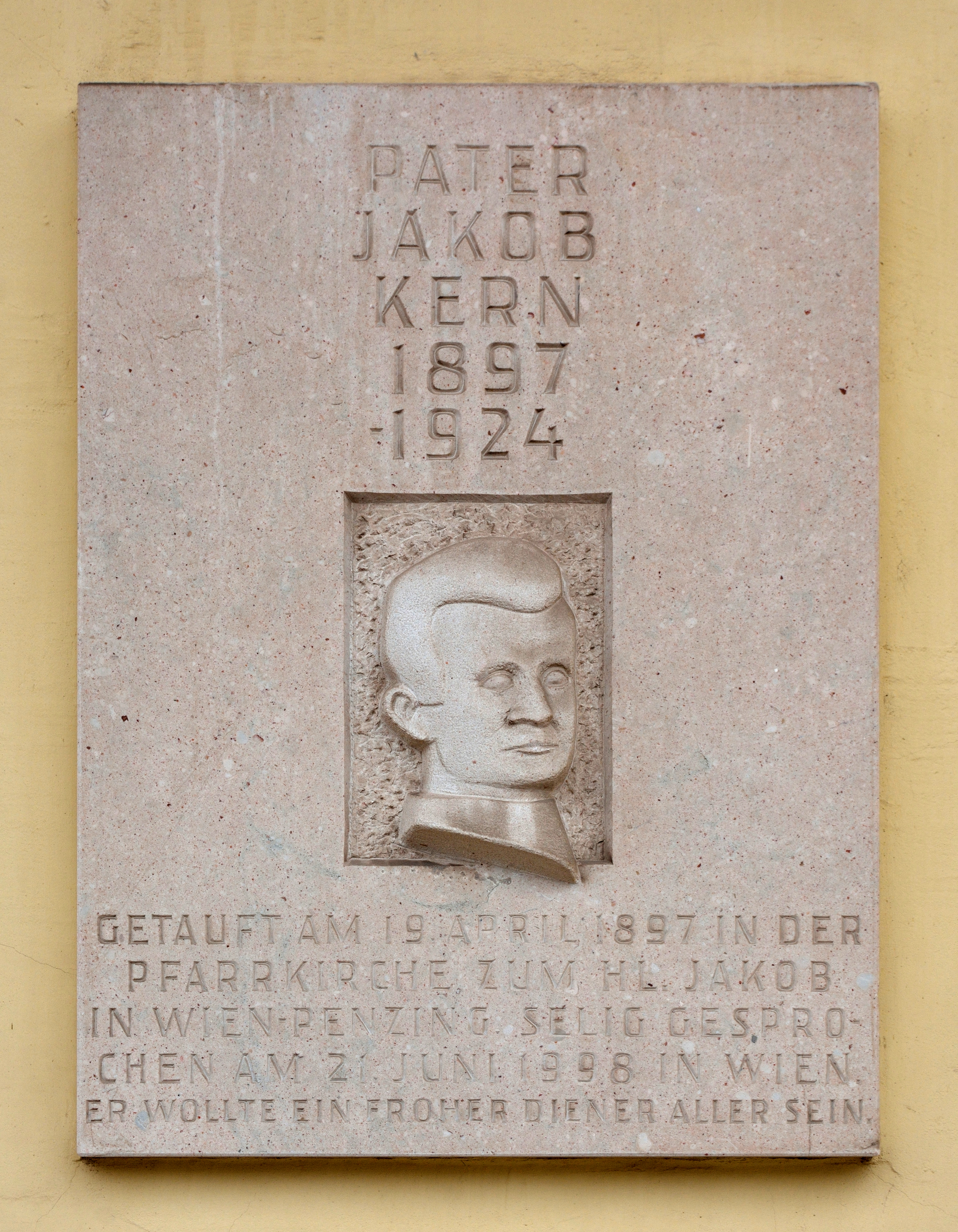
Gedenkstafel an der Penzinger Pfarrkirche
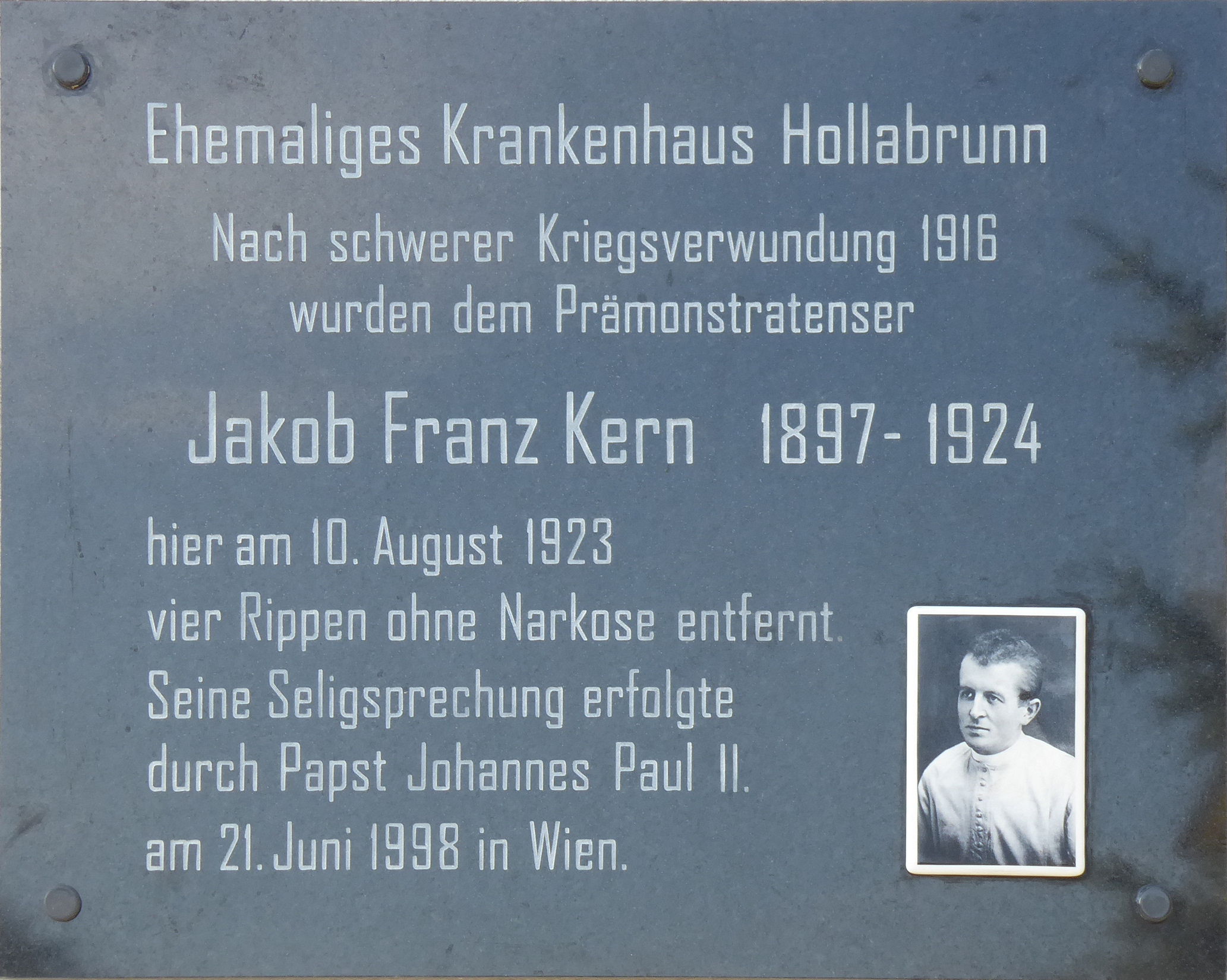
Gedenktafel beim ehemaligen Krankenhaus Hollabrunn, Winiwarterstraße 6